# Марцинково (Острудський повіт)
Марцинково (пол. Marcinkowo, нім. Mertensdorf) — село в Польщі, у гміні Ґрунвальд Острудського повіту Вармінсько-Мазурського воєводства.
Населення — 94 особи (2011).
У 1975-1998 роках село належало до Ольштинського воєводства.

## Демографія
Демографічна структура станом на 31 березня 2011 року:
|          | Загалом | Допрацездатний вік | Працездатний вік | Постпрацездатний вік |
| -------- | ------- | ------------------ | ---------------- | -------------------- |
| Чоловіки | 46      | 7                  | 38               | 1                    |
| Жінки    | 48      | 10                 | 32               | 6                    |
| Разом    | 94      | 17                 | 70               | 7                    |